# Camphin-en-Carembault
Camphin-en-Carembault es una comuna francesa situada en el departamento del Norte, en la región de Alta Francia.

## Demografía
| 1214 | 1254 | 1258 | 1442 | 1547 | 1539 | 1714 |
| Para los censos de 1962 a 1999 la población legal corresponde a la población sin duplicidades (Fuente: INSEE [Consultar]) |      |      |      |      |      |      |